# Понте Ацоне Висконти (Леко)
Понте Ацоне Висконти је насеље у Италији у округу Леко, региону Ломбардија.
Према процени из 2011. у насељу је живело 238 становника. Насеље се налази на надморској висини од 203 м.